# Best and Rarest
Best and Rarest – album przekrojowy zespołu The Birthday Party. Jest znany także pod nazwą A Collection, co jest spowodowane różnicą pomiędzy wydaniem LP oraz CD. Zwyczajowo przyjęło się, że pierwotne wydanie z 1985 roku na LP nazywane jest Best and Rarest natomiast reedycja z 1987 roku na CD to A Collection.
Zarówno pierwsze jak i drugie wydanie tego albumu zostało dokonane przez wydawnictwo Missing Link, będące własnością byłego menadżera zespołu Keitha Glassa.

## Lista utworów
1. „Blast Off”
2. „The Hair Shirt”
3. „King Ink”
4. „Junkyard”
5. „Big Jesus Trashcan”
6. „Release The Bats”
7. „Blundertown”
8. „Kathy's Kisses”
9. „Ho Ho” (śpiewane przez Nicka Cave)
10. „The Friend Catcher” (wersja alternatywna)
11. „Scatterbrain”
12. „The Plague”

Wydanie na CD z 1987 roku zawierało następujące utwory:
1. „Blast Off”
2. „The Hair Shirt”
3. „King Ink”
4. „Junkyard”
5. „Big Jesus Trashcan”
6. „Release The Bats”
7. „She’s Hit”
8. „Kathy's Kisses”
9. „The Friend Catcher”
10. „Zoo Music Girl”
11. „Nick The Stripper”
12. „Hamlet”

## Twórcy
- Nick Cave – śpiew
- Rowland S. Howard – gitara
- Mick Harvey – Organy, pianino, gitara, saksofon
- Tracy Pew – gitara basowa
- Phill Calvert – perkusja